# Heteronychiurus spinoideus
Heteronychiurus spinoideus is een springstaartensoort uit de familie van de Onychiuridae. De wetenschappelijke naam van de soort is voor het eerst geldig gepubliceerd in 1955 door Steiner.